# ستيفن بلوم
ستيفن بلوم (Steven Blum) (اسمه الكامل ستيفن جاي بلوم (Steven Jay Blum)) هو مؤدي أصوات أمريكي ولد في 29 أبريل 1960 في مدينة سانتا مونيكا في ولاية كاليفورنيا.

## أدواره في السينما الأمريكية
- أقزام العلب - حذاء، سباركي
- متشابك: قبل أي وقت مضى

## أدواره في الأنمي

### مسلسلات أنمي تلفزيونية
- ذا بيغ أو - روجر سميث
- كاوبوي بيبوب - سبايك سبيغل
- الفرقة المتنقلة المدرعة: ستاند ألون كومبليكس - الرجل الضاحك
- غريت تيتشر أونيزوكا - إيكيتشي أونيزوكا
- ناروتو - زابوزا موموتشي, أوروتشيمارو
- ناروتو شيبودن - أوروتشيمارو، أو, أونوكي/التسوتشيكاجي الثالث
- روروني كينشين - شيشيو ماكوتو
- ساموراي تشامبلو - موغن
- سكرايد - كازوما
- دوت هاك أسطورة الشفق - سانجورو
- أبطال الديجيتال الجزء الثاني - جلمود الأسود
- أبطال الديجيتال الجزء الثالث - صخر، هادي, رئيس الشبكة
- أبطال الديجيتال الجزء الرابع - جميل
- غاد غارد - سيكاي، شاركس
- كود غياس: لولوش المتمرد - كيوشيرو تودو
- كود غياس: لولوش المتمرد R2 - كيوشيرو تودو
- X - سييتشيرو أوكي
- بلد+ - موزز، كولينز
- إيداتين جمب - والد ورد
- لاست إكسايل - فنسنت ألزاي
- لاف هينا - ماسايوكي هايتاني
- سكرابد برنسس - لوك ستورم
- وولفز راين - دارسيا الثالث
- تنجن توبا جورين لاجان - ليرون
- تنبو إيبون أياكاشي أياشي - ريودو يوكياتسو
- أرك ذا لاد - الظلام
- ترايجان - بروفسور نيبراسكا
- دورارارا!! - كيوهيه كادوتا
- وولفرين - كيكيو ميكاغي
- إكس-من - لوغان/وولفرين
- بليد - ماكراي، كيكيو ميكاغي
- تايغر آند باني - جيك مارتينيز
- فرسان التنكاي - والد غورين ناش، بورياس, غرانوكس

### أفلام أنمي
- كاوبوي بيبوب: الفيلم - سبايك سبيغل
- فاينل فانتسي 7 أدفنت تشيلدرن - فنسنت فالنتاين
- النفي من الفردوس - دينغو

## أدواره في الرسوم المتحركة
- ميغاس - جايمي
- سبيكتاكيولار سبايدرمان - غرين غوبلن
- وولفرين والإكس-من - لوغان/وولفرين, فانيشر، فيفر بيتش
- فرقة الأبطال الخارقين - وولفرين
- ألتيميت سبايدرمان - وولفرين، كيزار
- هالك وعملاء سماش - وولفرين
- ترانسفورمرز: برايم - ستارسكريم
- بن 10 - هيتبلاست، فيلغاكس, غوستفريك، زسكير
- بن 10: أومنيفرس - فيلغاكس، هوبل, غوستفريك، بروفسور زاغليف، بيل غاكس، زسكير
- المراهقة الآلية - سمايتس
- مغامرات سكوبي دو - ميلبورن أورايلي، روفوس روكوس
- أسطورة كورا - أمون
- متمردو حرب النجوم - زيب أوريليوس
- توربو فاست - روكويل
- سلاحف النينجا - وحش السرعة
- ترانسفورمرز: ريسكيو بوتس - هيتويف
- عاملا الخبز - روبولوفي
- الأسد الحارس - ماكوتشا

## أدواره في ألعاب الفيديو
- ترانسفورمرز: وور فور سايبرترون - شوكويف, باريكيد، الراوي, كليفجامبر، رامجيت
- مارفل فرسس كابكوم 3 - وولفرين، تاسكماستر
- ألتيميت مارفل فرسس كابكوم 3 - وولفرين، تاسكماستر
- جانجريف أوفردوز - بونجي كوغاشيرا
- دراغون بول GT: فاينل باوت - سون غوكو
- ناروتو: كلاش أوف نينجا - زابوزا موموتشي
- ناروتو: ألتيميت نينجا - أوروتشيمارو، زابوزا موموتشي
- ناروتو شيبودن: ألتيميت نينجا ستورم ريفولوشن - أوروتشيمارو، زابوزا موموتشي، أو, أونوكي/التسوتشيكاجي الثالث
- ناروتو شيبودن: ألتيميت نينجا ستورم 4 - أوروتشيمارو، زابوزا موموتشي، أو, أونوكي/التسوتشيكاجي الثالث
- أسوراز راث - سيرغي
- اله الحرب - آريز
- ميدل-إيرث: شادو أوف موردور - سورون
- كراش نيترو كارت - كراش بانديكوت, الإمبراطور فيلو السابع والعشرين
- سلسلة ألعاب دوت هاك - وايزمان
- سلسلة ألعاب دوت هاك جي يو - ياتا
- مورتال كومبات إكس - ساب-زيرو

## وصلات خارجية
- ستيفن بلوم على موقع IMDb (الإنجليزية)
- ستيفن بلوم على موقع روتن توميتوز (الإنجليزية)
- ستيفن بلوم على موقع قاعدة بيانات الأفلام العربية
- ستيفن بلوم على موقع ألو سيني (الفرنسية)
- ستيفن بلوم على موقع أول موفي (الإنجليزية)
- ستيفن بلوم على موقع قاعدة بيانات الفيلم (الإنجليزية)
- ستيفن بلوم على موقع ليتربوكسد (الإنجليزية)
- ستيفن بلوم على موقع كينوبويسك (الروسية)
- ستيفن بلوم على موقع ANN person (الإنجليزية)
- صفحة IMDb